# Charles Mitten
Charlie Mitten  (Rangún, Birmania ; 17 de enero de 1921 − Stockport, Inglaterra; 2 de enero de 2002) fue un futbolista y entrenador inglés, nacionalizado colombiano. Jugó como extremo delantero en Manchester United, Fulham, Mansfield Town y Santa Fe.
Fue un extremo delantero con grandes capacidades y fútbol de exquisita técnica, alcanzando a hacer parte de la Selección Inglesa. Es considerado uno de los mejores jugadores en la historia del Manchester United y de Independiente Santa Fe.

## Trayectoria

### Inicios
Charles Mitten nació en Rangún, Birmania, que por ese entonces era una colonia inglesa. Siendo un niño, se fue a Inglaterra a vivir en la ciudad de Mánchester. Allí, empezó a jugar fútbol, y luego ingresó a las divisiones inferiores del Manchester United en el año 1936. 

### Manchester United
Cuando iba a debutar como profesional, la Segunda Guerra Mundial estalló, y esto provocó que la Football League First Division fuera suspendida. Así su debut se postergó hasta 1946. Durante la guerra, Mitten sirvió a su país en la Real Fuerza Aérea Británica. A pesar de esto, siguió jugando en equipos cercanos a su sitio de trabajo. Así, jugó en el Chelsea y en el Southampton. 
Luego de que la Segunda Guerra Mundial acabara, el fútbol profesional volvió a la actividad, y Mitten debutó como profesional en 1946 con el Manchester United. Desde su debut, se convirtió en uno de los mejores jugadores del equipo, ayudándolo a conseguir una FA Cup en 1948 y 3 subcampeonatos; entrando así en la historia del club como uno de los mejores jugadores hasta esa época, y además se convirtió en un ídolo de la hinchada. En 1950, el United estaba haciendo una gira por América, y para ese tiempo el fútbol inglés no pagaba bien. Por eso, un dirigente de Independiente Santa Fe aprovechó la situación y convenció a Mitten para que jugara con el cuadro cardenal de la ciudad de Bogotá. Entonces, Mitten se fue a jugar al Fútbol Profesional Colombiano junto a sus compatriotas Neil Franklin y George Montfourd. Así, acabó su gran etapa en el Manchester United, donde fue campeón, ídolo, figura y se convirtió en uno de los mejores jugadores de Inglaterra. 

### Independiente Santa Fe
En 1950, Mitten se convierte en jugador de Independiente Santa Fe de Colombia junto a sus compatriotas y compañeros de selección Neil Franklin y George Montfourd. Esto no fue bien visto en Inglaterra, por lo que los 3 jugadores fueron inhabilitados para jugar la Copa Mundial de fútbol de 1950. A pesar de ser criticado por la prensa de su país, en Colombia, fue recibido con mucho cariño al igual que sus compatriotas. A penas llegó a la ciudad de Bogotá, se puso a entrenar, y debutó en un partido contra el Cúcuta Deportivo que terminó 1-1 con gol suyo. Su paso por Santa Fe, fue corto pero muy bueno ya que demostró su gran juego. Así, en 1951, regresa a su país luego de haber jugado 34 partidos, anotar 8 goles, y convertirse en ídolo de la hinchada y ser considerado un excelente jugador. Luego de un gran año en Santa Fe, el inglés recibió una oferta para jugar en el Real Madrid, pero la rechazó.

### Regreso a Inglaterra
Al regresar a Inglaterra, fue multado económicamente y fue suspendido por 6 meses por la Football Association. Además, fue vendido al Fulham Football Club. En el Fulham, tuvo buenos partidos, siendo la figura del club desde finales de 1951 hasta principios de 1956. En ese mismo año (1956), se fue a jugar al Mansfield Town. En el Mansfield, jugó 100 partidos e hizo 25 goles, siendo además jugador y entrenador. En Mansfield, se retiró del fútbol profesional en 1958. 

### Carrera como técnico
Mientras jugaba en el Mansfield Town, también dirigió por primera vez. Su primera temporada como técnico, tuvo una buena campaña; logrando que su equipo anotara 100 goles en la liga. En el Mansfield Town, también hizo debutar a su hijo John a la edad de 16 años. Luego, se fue a dirigir al Newcastle United donde tuvo unos buenos meses y trabajó desde 1958 hasta 1961. Después, volvió a jugar y a dirigir al tiempo en el Altrincham Football Club entre 1962 y 1963. Después de esa experiencia, se retiró nuevamente del fútbol, y empezó a trabajar en las Carreras de galgos. 

## Familia
La familia de Mitten, también tuvo otros futbolistas. Entre estos, están su hijo John Mitten (que también fue jugador de crícket), al que él hizo debutar cuando era técnico; y su sobrino Albert Scanlon, que jugó en el Manchester United. 

## Clubes

### Como jugador
| Club              | País       | Año         | PJ  | Goles |
| ----------------- | ---------- | ----------- | --- | ----- |
| Manchester United | Inglaterra | 1946 - 1950 | 142 | 61    |
| Santa Fe          | Colombia   | 1950 - 1951 | 34  | 8     |
| Fulham            | Inglaterra | 1951 - 1956 | 154 | 33    |
| Mansfield Town    | Inglaterra | 1956 - 1958 | 100 | 25    |

### Como técnico
| Club                     | País       | Año         |
| ------------------------ | ---------- | ----------- |
| Mansfield Town           | Inglaterra | 1957 - 1958 |
| Newcastle United         | Inglaterra | 1950 - 1951 |
| Fulham                   | Inglaterra | 1958 - 1961 |
| Altrincham Football Club | Inglaterra | N.S. N.R.   |